# Ellida
Ellida er i nordisk mytologi Vikings skib givet til ham af Ægir.
| Nordisk mytologi | Spire Denne artikel om nordisk religion og mytologi er en spire som bør udbygges. Du er velkommen til at hjælpe Wikipedia ved at udvide den. |